# Ed Gass-Donnelly
Pour les articles homonymes, voir Gass et Donnelly.
Ed Gass-Donnelly est un réalisateur canadien né le 17 août 1977 à Toronto.

## Filmographie
- 2002 : Polished (court-métrage)
- 2002 : Pony (court-métrage)
- 2002 : Dying Like Ophelia (court-métrage)
- 2003 : Pink (court-métrage)
- 2007 : This Beautiful City
- 2009 : 60 Seconds of Regret (court-métrage)
- 2010 : Small Town Murder Songs
- 2013 : Le Dernier Exorcisme 2
- 2016 : Lavender